# Johan Vansummeren
Johan Vansummeren est un coureur cycliste belge né le 4 février 1981 à Lommel. Professionnel entre 2004 et juin 2016, il a notamment remporté Paris-Roubaix en 2011 devant Fabian Cancellara. Il mesure 1,97 m et est l'un des coureurs les plus grands du peloton cycliste,.

## Biographie

### Repères biographiques et carrière amateur
Durant son enfance, Johan Vansummeren pratique l'athlétisme. Il s'adonne au cyclotourisme avec son père, et commence le cyclisme vers l'âge de seize ans, suivant le conseil d'un président de club
En 2002, il intègre en tant que stagiaire l'équipe professionnelle Domo-Farm Frites dirigée par Patrick Lefevere. Ce dernier crée l'année suivante l'équipe Quick Step-Davitamon, dotée d'une équipe réserve évoluant en troisième division (GS3) et nommée Quick Step-Davitamon-Latexco. Vansummeren est membre de cette équipe. Durant cette saison, il remporte la course Liège-Bastogne-Liège espoirs devant son coéquipier Jurgen Van den Broeck. En fin d'année, il participe avec l'équipe de Belgique aux championnats du monde sur route à Hamilton au Canada. Il y obtient la médaille d'argent de la course en ligne des moins de 23 ans, battu au sprint par Sergueï Lagoutine. Il est lauréat du Vélo de cristal de meilleur jeune cycliste belge de l'année.

### Début de carrière professionnelle chez Relax-Bodysol
Johan Vansummeren devient coureur professionnel en 2004, au sein de l'équipe Relax-Bodysol, dirigée par Patrick Lefevere. Vansummeren y court sous la direction d'Herman Frison, et aux côtés de Nico Mattan. Ses meilleurs résultats durant cette saison sont obtenus au Grand Prix Rudy Dhaenens (8e) et au championnat de Belgique du contre-la-montre (9e). Il participe à ses premières classiques, le Tour des Flandres et Liège-Bastogne-Liège, durant lequel il effectue 190 km dans une échappée. En septembre, il prend part au Tour d'Espagne, son premier grand tour, et termine meilleur Belge (sur cinq participants) à la 35e place du classement général. En fin de saison, il fait partie de la sélection de douze coureurs composant l'équipe de Belgique lors du championnat du monde sur route à Vérone en Italie. Il passe la ligne d'arrivée dans le peloton et se classe 54e.

### De 2005 à 2009: coéquipier de Cadel Evans, Robbie McEwen et Leif Hoste

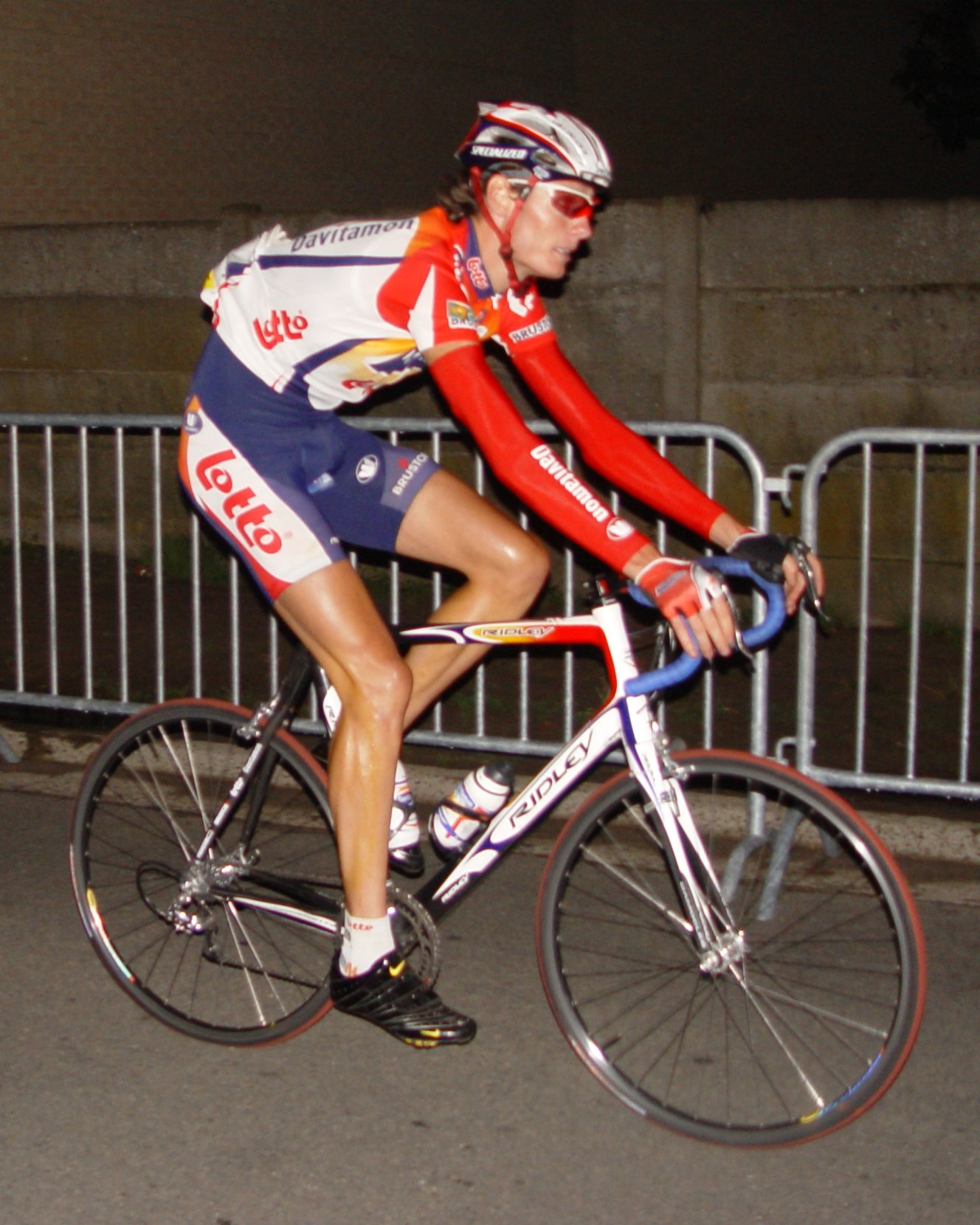
Johan Vansummeren en août 2006

En 2005, Johan Vansummeren est recruté par la nouvelle équipe ProTour Davitamon-Lotto, avec Herman Frison et cinq autres coureurs belges de l'équipe Bodysol-Relax.
Durant ses cinq saisons au sein de l'équipe Davitamon-Lotto, qui prend ensuite le nom de Predictor-Lotto, puis Silence-Lotto, Johan Vansummeren est un coéquipier précieux pour ses leaders australiens Cadel Evans et Robbie McEwen. Il participe ainsi à cinq Tours de France, durant lesquels il peut à la fois être chargé « de tirer le peloton dans les 15 derniers kilomètres » au profit du sprinteur Robbie McEwen, et d'accompagner Cadel Evans lors des étapes de montagnes, avec d'autres coéquipiers comme Christopher Horner, Mario Aerts, Dario Cioni,. Durant cette période, Evans se classe deux fois deuxième du Tour, et quatrième en 2006, et McEwen gagne sept étapes, ainsi que le classement par points en 2007. Le meilleur résultat personnel de Johan Vansummeren sur la « grande boucle » est sa 63e place au classement général en 2007. Il a aussi obtenu le prix de la combativité de la 11e étape du Tour 2009.

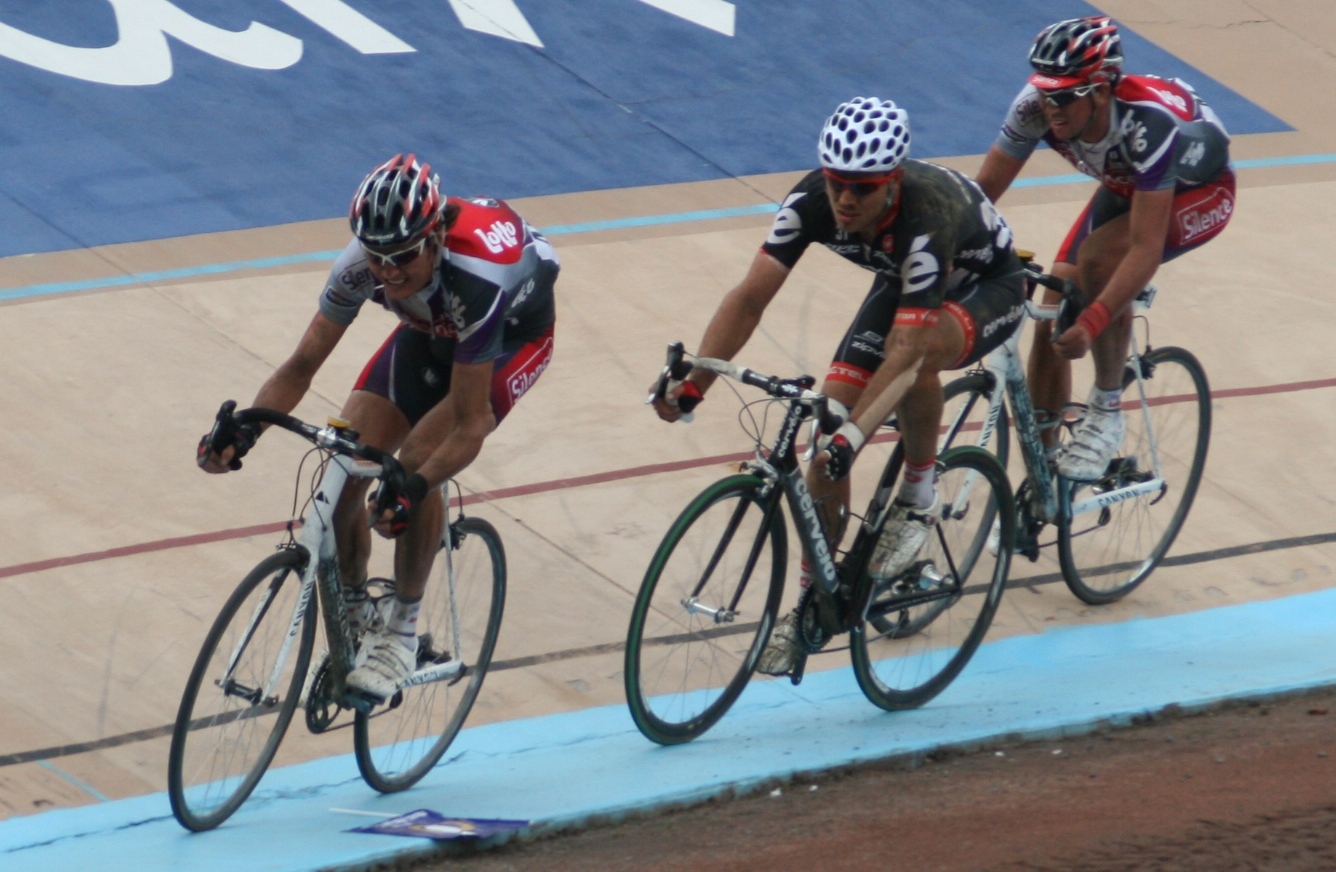
Vansummeren, suivi de Thor Hushovd et Leif Hoste, à l'arrivée du Paris-Roubaix 2009.

À l'arrivée de Leif Hoste dans l'équipe en 2007, Vansummeren est également chargé d'aider ce dernier lors des classiques, notamment Paris-Roubaix et le Tour des Flandres. Tout en remplissant son rôle de coéquipier, il se met une première fois en évidence sur ces courses lors du Paris-Roubaix 2008, en terminant huitième, tandis que Hoste est sixième. En 2009, il prend la cinquième place, derrière Hoste, quatrième, après l'avoir attendu lorsqu'il a chuté avec Juan Antonio Flecha à 17 km de l'arrivée.
En 2007, Johan Vansummeren obtient sa première victoire professionnelle lors du Tour de Pologne.

### De 2010 à 2014 chez Garmin-Transitions

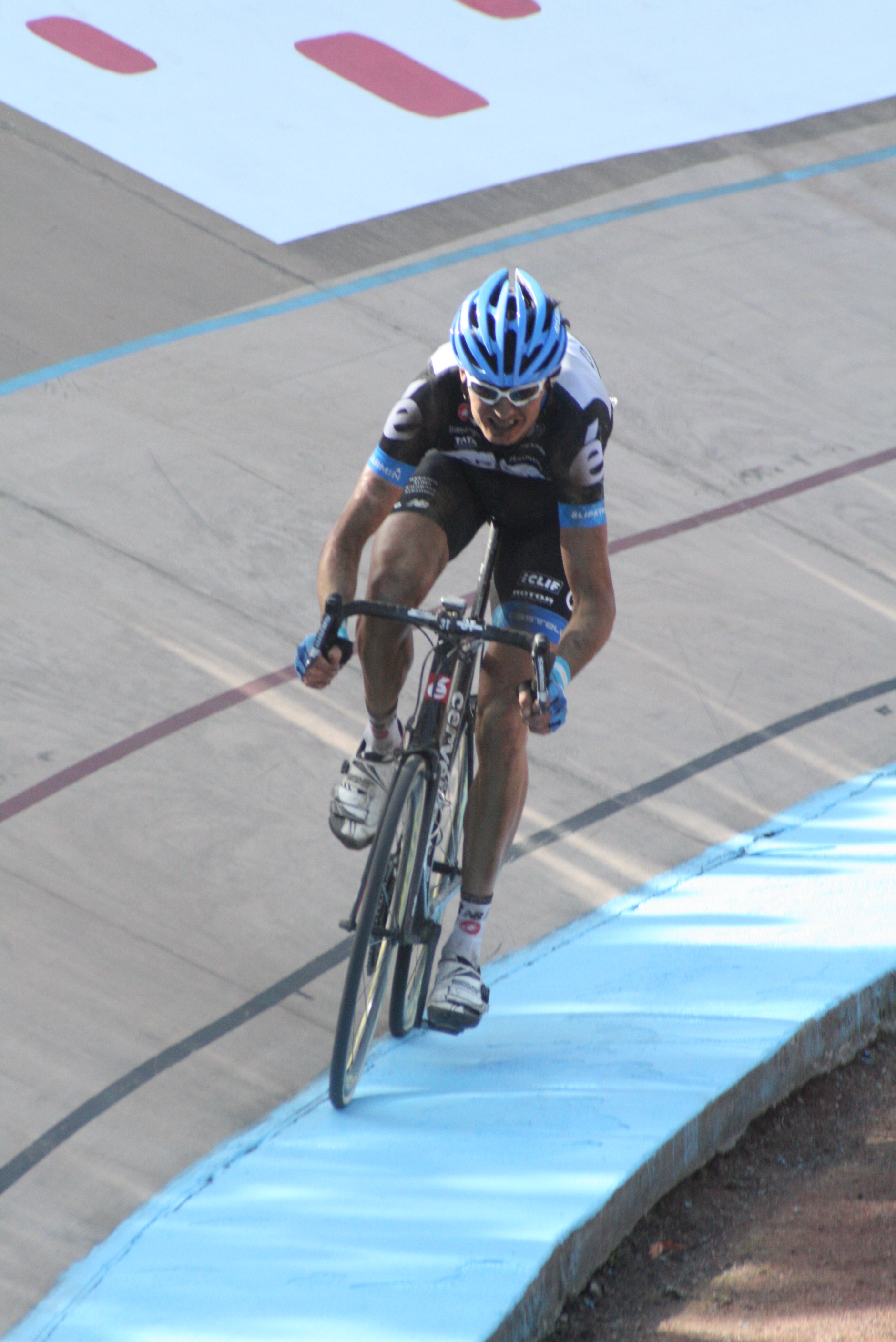
Vansummeren à Paris-Roubaix 2011.

En 2010, Johan Vansummeren rejoint l'équipe américaine Garmin-Transitions. Il s'y voit offrir la possibilité de tenter sa chance personnelle sur les classiques, notamment Paris-Roubaix, avec le Néerlandais Martijn Maaskant, quatrième de cette course en 2008. Son meilleur résultat lors des classiques du printemps 2010 est sa 21e place lors de Gand-Wevelgem. Victime d'une chute lors de Paris-Roubaix, il abandonne. Il participe au Tour de France. Avec David Millar, Ryder Hesjedal et David Zabriskie, il y est initialement chargé d'épauler Christian Vande Velde lors des étapes de montagnes. Celui-ci chute cependant dès la deuxième étape et ne prend pas le départ le lendemain. Le Canadien Ryder Hesjedal devient le leader de l'équipe et termine le Tour à la septième place. Vansummeren est 30e du classement général, son meilleur résultat, et se classe septième de la troisième étape, qui arrive à Arenberg après être passée par plusieurs secteurs pavés de Paris-Roubaix.
En 2011, l'équipe Garmin a pour co-sponsor le fabricant de cycles Cervélo. Elle accueille plusieurs coureurs de l'équipe Cervélo Test, qui disparait, dont le champion du monde Thor Hushovd. Vansummeren prépare ainsi Paris-Roubaix avec ce dernier. Ils bénéficient des conseils de Peter Van Petegem, vainqueur en 2003 et engagé par l'équipe à cette fin. Lors de cette classique, Vansummeren fait partie d'un groupe de huit coureurs partis à la poursuite du groupe d'échappés dans la traversée de la trouée d'Arenberg. À 20 km de l'arrivée, il est en tête de la course en compagnie de Lars Bak, Grégory Rast, et Maarten Tjallingii. Au carrefour de l'Arbre, il part seul, et passe la ligne d'arrivée au vélodrome André-Pétrieux de Roubaix avec 19 secondes d'avance, alors que l'une de ses roues fuyait, sur Fabian Cancellara, Maarten Tjallingii et Grégory Rast. Il remporte ainsi le principal succès de sa carrière.
Victime d'une chute lors de la 6e étape du Tour de France 2012, Vansummeren termine le Tour à la 147e place malgré une fêlure d'une vertèbre révélée a posteriori. Il participe en août au Tour d'Espagne, qu'il termine à la 79e place. Aux championnats du monde, dans le Limbourg néerlandais, il prend la dixième place du nouveau contre-la-montre par équipes avec Garmin-Sharp. Il dispute ensuite la course en ligne avec un rôle d'équipier pour Tom Boonen et Philippe Gilbert,. Ce dernier remporte le titre en attaquant seul dans la dernière ascension du Cauberg. Vansummeren ne termine pas la course.
Lors du Tour des Flandres 2014, il percute une spectatrice qui se trouve sur un terre-plein central. Il est légèrement blessé au visage, tandis que la spectatrice, souffrant d'un traumatisme crânien, est placée dans un coma artificiel,. Il est sélectionné pour la course en ligne des championnats du monde.

### De 2015 à 2016: fin de carrière chez AG2R La Mondiale
En septembre 2014, Johan Vansummeren signe un contrat de deux ans en faveur de l'équipe AG2R La Mondiale. Selon le manager de celle-ci, Vincent Lavenu, son arrivée doit « apporter de l'expérience » à AG2R La Mondiale pour les classiques. En juillet, il est sélectionné pour disputer le Tour de France, afin notamment d'épauler les leaders Jean-Christophe Péraud et Romain Bardet en plaine. Après avoir chuté durant la première semaine, il doit abandonner lors de la onzième étape. Le mois suivant, il dispute le Tour d'Espagne, avec le même rôle, au service cette fois de Domenico Pozzovivo. En fin de saison, il prend la 19e place du championnat du monde du contre-la-montre par équipes avec ses coéquipiers.
Le début de saison 2016 de Vansummeren est perturbé par des troubles cardiaques l'obligeant à renoncer à plusieurs épreuves belges à la fin du mois de février après son abandon au Tour d'Oman. Ne pouvant pas reprendre la compétition, il doit finalement mettre un terme à sa carrière de coureur en juin 2016.

## Palmarès

### Palmarès amateur
- 1999
  - Tour du Pays de Galles juniors
- 2002
  - Zellik-Galmaarden
  - Circuit du Hainaut
  - Circuit Het Volk espoirs
  - 2e du Tour du Limbourg amateurs
  - 3e du Triptyque des Monts et Châteaux
- 2003
  - Liège-Bastogne-Liège espoirs
  - Tour de Liège :
    - Classement général
    - 1re étape

  - 2e de Romsée-Stavelot-Romsée
  -  Médaillé d'argent du championnat du monde sur route espoirs
  - 3e de la Beverbeek Classic
  - 3e des Deux Jours du Gaverstreek
  - 3e du Tour des Pyrénées
  - 9e du championnat d'Europe du contre-la-montre espoirs

### Palmarès professionnel
- 2007
  - 1reb étape de la Semaine internationale Coppi et Bartali (contre-la-montre par équipes)
  - Tour de Pologne :
    - Classement général
    - 6e étape
- 2008
  - 8e de Paris-Roubaix
- 2009
  - 4e de Paris-Roubaix[n 4]
  - 10e de la Classique de Saint-Sébastien[n 5]
- 2011
  - Paris-Roubaix
  - Duo normand (avec Thomas Dekker)
- 2012
  - 2e étape du Tour du Qatar (contre-la-montre par équipes)
  - 9e de Paris-Roubaix

### Résultats sur les grands tours

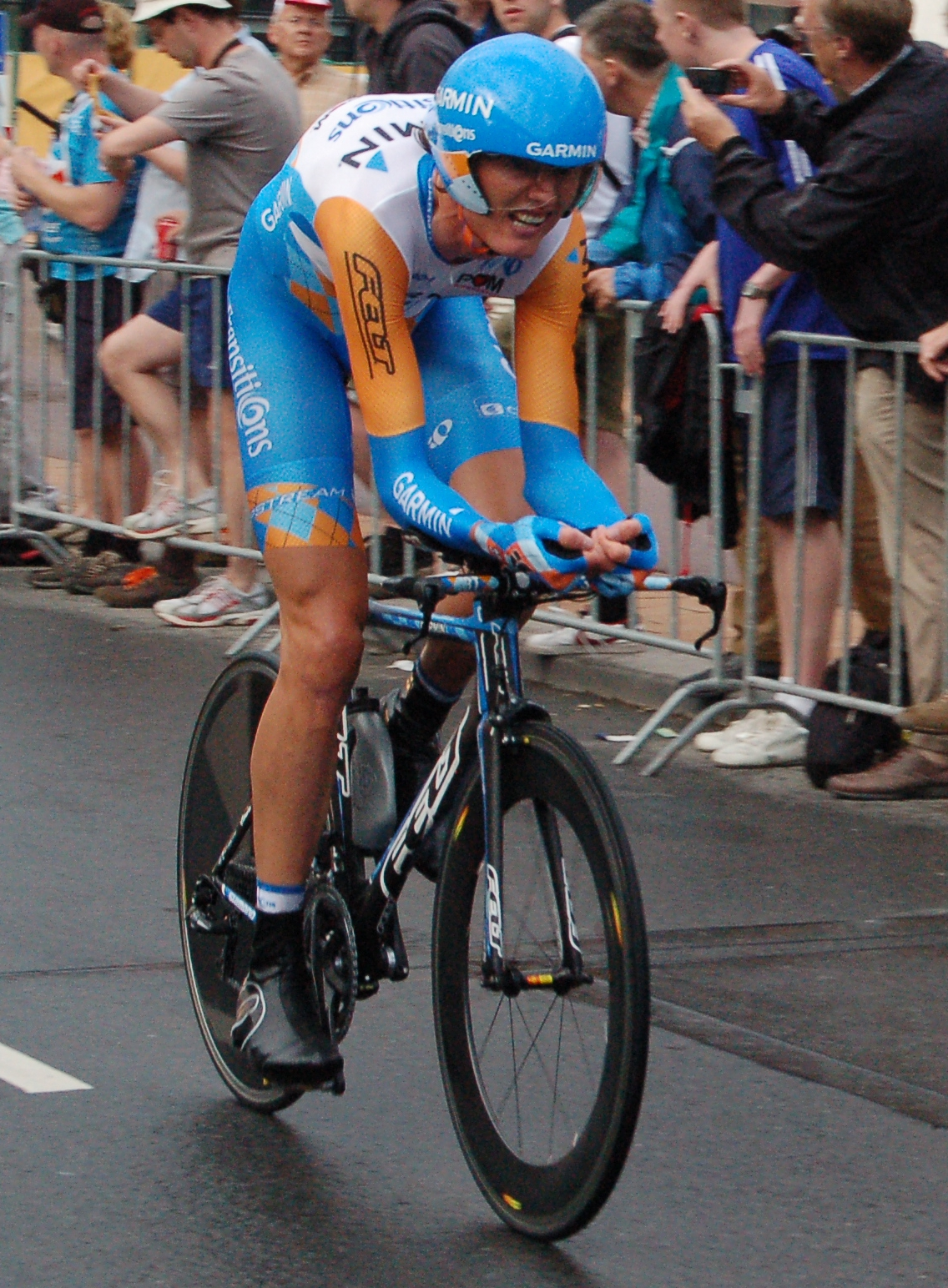
Johan Vansummeren lors du prologue du Tour de France 2010, à Rotterdam.

#### Tour de France
9 participations
- 2005 : 136e
- 2006 : 112e
- 2007 : 63e
- 2008 : 87e
- 2009 : 93e
- 2010 : 30e
- 2012 : 147e
- 2014 : 74e
- 2015 : abandon (11e étape)

#### Tour d'Espagne
6 participations
- 2004 : 35e
- 2011 : 70e
- 2012 : 79e
- 2013 : 88e
- 2014 : 118e
- 2015 : 121e

### Classements mondiaux
Jusqu'en 2004, le classement UCI concerne tous les coureurs ayant obtenu des points lors de courses du calendrier international de l'Union cycliste internationale (324 courses en 2004). En 2005, l'UCI ProTour et les circuits continentaux sont créés, ayant chacun leur classement. De 2005 à 2008, le classement de l'UCI ProTour classe les coureurs membres d'équipes ProTour en fonction des points qu'ils ont obtenus lors des courses du calendrier UCI ProTour, soit 28 courses en 2005, 27 en 2006, 26 en 2007. En 2008, le calendrier du ProTour est réduit à 15 courses en raison du conflit entre l'UCI et les organisateurs de plusieurs courses majeures. Les trois grands tours, Paris-Roubaix, la Flèche wallonne, Liège-Bastogne-Liège, le Tour de Lombardie, Tirreno-Adriatico et Paris-Nice ne sont donc pas pris en compte dans le classement ProTour 2008. En 2009 et 2010, un « classement mondial UCI » remplace le classement ProTour. Il prend en compte les points inscrits lors des courses ProTour et des courses qui n'en font plus partie, regroupées dans un « calendrier historique », soit au total 24 courses en 2009 et 26 en 2010. Ce nouveau classement prend en compte les coureurs des équipes continentales professionnelles. En 2011, l'UCI ProTour devient l'UCI World Tour et reprend dans son calendrier les courses qui l'avaient quitté en 2008. Il comprend 27 courses en 2011 et son classement ne concerne plus que les coureurs membres des 18 équipes ProTeam.
Johan Vansummeren apparaît pour la première fois au classement UCI en 2002. Il obtient son meilleur classement en 2007 : 41e.
| Année                  | 2002   | 2003 | 2004 | 2005 | 2006 | 2007 | 2008 | 2009 | 2010 | 2011 | 2012 | 2013 | 2014 | 2015 | 2016 |
| ---------------------- | ------ | ---- | ---- | ---- | ---- | ---- | ---- | ---- | ---- | ---- | ---- | ---- | ---- | ---- | ---- |
| Classement UCI         | 1 188e | 668e | 454e |      |      |      |      |      |      |      |      |      |      |      |      |
| Classement ProTour     |        |      |      | nc   | nc   | 41e  | nc   |      |      |      |      |      |      |      |      |
| Calendrier mondial UCI |        |      |      |      |      |      |      | 89e  | nc   |      |      |      |      |      |      |
| UCI World Tour         |        |      |      |      |      |      |      |      |      | 46e  | 151e | nc   | nc   | nc   | nc   |

### Distinction
- Vélo de cristal de meilleur jeune belge : 2003
- Vélo de cristal du meilleur équipier : 2007